# Amasia (Shirak)
Amasia (in armeno Ամասիա?) è un comune di 2 218 abitanti (2010) della provincia di Shirak in Armenia.